# Центристська партія (Норвегія)
Центристська партія (Партія Центру) (норв. Senterpartiet, SP) є аграрною центристською політичною партією Норвегії. Заснована в 1920 році як Північна аграрна партія. Політика партії не заснована на будь-якій з основних ідеологій 19-го і 20-го століття, але має спрямованість на збереження децентралізованого економічного розвитку і прийняття політичних рішень.
Центристська партія дотримується жорсткої позиції проти норвезького членства в Європейському Союзі, успішно провівши кампанію проти норвезького членства в 1972 і 1994 референдуми, в ході яких партія зафіксувала рекордно високі результати виборів, які згодом використала для пропаганди виходу Норвегії з Європейського економічного простору та Шенгенської угоди. Партія виступає за протекціоністську політику в економіці для захисту норвезьких фермерів, і нещодавно оголосила норвезький націоналізм "позитивною силою".

## Історія
Партія була заснована на національному з'їзді Norsk Landmandsforbund з 17 по 19 червня 1920 року, коли було прийнято рішення балотуватися в парламентських виборах 1921 р об'єднанням. У 1922 році об'єднання було перейменоване в Норвезьку аграрну асоціацію, і політична частина асоціації відділилась як Селянська партія (Bondepartiet).
Протягом восьми десятиліть, оскільки Центристська партія була створена як політична фракція норвезької аграрної організації, вона сильно змінилася. Тільки через кілька років після створення, партія пориває зі своєю колишньою організацією і приступає до розробки політики, заснованої на децентралізації, відходячи від конкретно аграрної політики, яка захопила багатьо інших європейських центристських партій.
У 1930-ті роки в післявоєнний період розглядались як єдиний неоднозначний момент в історії партії. Це почасти тому, що Відкун Квіслінг, який пізніше став лідером "Національної єдності", був міністром оборони в урядах Колстада і Хандсейда - представників Фермерської партії, в 1931-1933, хоча Квіслінг не був членом Фермерської партії. У той час як серед частини електорату були фашистські симпатії, Фермерська партія ніколи не підтримував фашизм. І це було після того, як вся Фермерська партія утворила лейбористський уряд в Норвегії. У 1935 році вони досягли компромісу з Лейбористською партією, завдяки якому був утворений уряд Нюгорсвольда. 
У 1959 році партія змінила свою назву на Норвезька народна партія — демократи (Norsk Folkestyreparti - Demokratene), але незабаром довелося змінити ім'я через тонкощі виборів. У червні 1959 року назва була змінена на теперішню - Центристська партія. Це сталося через необхідність залучення додаткового електорату і тривале падіння аграрної частини населення. Чисельність партії досягла 70000 у 1971.
У місцевих виборах, партія користується сильною підтримкою в ряді невеликих муніципалітетів, де має сильний вплив.
Після виборів 2007 року, 83мерів у Норвегії - представники Центристської партії. Тільки Лейбористська партія має більше мерів, але по відношенню до розміру партії, Центристська партія має більше мерів, ніж будь-яке інша.
Центристська партія була частиною лише правоцентристських шести коаліційних урядів з 1963 по 2000 рік, один із яких очолював прем'єр-міністр від партії. Проте в парламентських виборах 2005 р., партія балотувалась до уряду спільно з Норвезькою робітничою партією і Соціалістичною лівою партією, в складі червоно-зеленої коаліції, з Центристською партією як складовою "зеленою" частиною альянсу. Коаліції вдалося виграти більшість місць у Стортингу, і переговори проводилися з метою формування коаліційного Кабінету Міністрів, очолюваного лідером партії лейбористів Йенс Столтенберг. Ці переговори увінчались успіхом і Центристська партія увійшла до уряду 17 жовтня 2005 року з чотирма міністрами. Червоно-зелені були знову обрані в уряд в 2009 році. Стверджувалося, що партійна ідеологія перейшла до соціал-демократії в останні роки.
В кінці 2012 року Центристська партія викликала суперечки в Норвегії, коли з'ясувалося, що партія вимагала більш високих імпортних тарифів на м'ясо і тверді сири, щоб захистити норвезьких фермерів від іноземної конкуренції. це включало підвищення мит на 429% на баранину, 344% на яловичину і 277% на всі види твердих сирів, крім 14 видів.
Партія відома в Норвегії за підтримку високих мита на іноземні сири і м'ясо, і їх пропозицію перестріляти всіх вовків в Норвегії.
З 1927 по 1999 рік, партія публікувала газету Fylket.

## Результати парламентських виборів
| Вибори | Голоси   | Голоси | Голоси          | Місця    | Місця |
| Вибори | #        | %      | ± pp            | #        | ±     |
| ------ | -------- | ------ | --------------- | -------- | ----- |
| 1921   | 118,657  | 13.1%  | Утворення/+ 8.4 | 17 / 150 | ▲ 14  |
| 1924   | 131,706  | 13.5%  | + 0.4           | 22 / 150 | ▲ 5   |
| 1927   | 149,026  | 14.9%  | + 1.5           | 26 / 150 | ▲ 4   |
| 1930   | 190,220  | 15.9%  | + 1.0           | 25 / 150 | ▼ 1   |
| 1933   | 173,634  | 13.9%  | - 2.0           | 23 / 150 | ▼ 2   |
| 1936   | 168,038  | 11.5%  | - 2.4           | 18 / 150 | ▼ 5   |
| 1945   | 119,362  | 8.0%   | - 3.5           | 10 / 150 | ▼ 8   |
| 1949   | 85,418*  | 7.9%*  | - 0.1           | 12 / 150 | ▲ 2   |
| 1953   | 157,018* | 9.0%*  | + 1.1           | 14 / 150 | ▲ 2   |
| 1957   | 154,761* | 9.3%*  | + 0.3           | 15 / 150 | ▲ 1   |
| 1961   | 125,643* | 9.3%*  | 0.0             | 16 / 150 | ▲ 1   |
| 1965   | 191,702* | 9.9%*  | + 0.6           | 18 / 150 | ▲ 2   |
| 1969   | 194,128* | 10.5%* | + 0.6           | 20 / 150 | ▲ 2   |
| 1973   | 146,312* | 11.0%* | + 0.5           | 21 / 155 | ▲ 1   |
| 1977   | 184,087* | 8.6%*  | - 2.4           | 12 / 155 | ▼ 9   |
| 1981   | 103,753* | 6.7%*  | - 1.9           | 11 / 155 | ▼ 1   |
| 1985   | 171,770  | 6.6%   | - 0.1           | 12 / 157 | ▲ 1   |
| 1989   | 171,269  | 6.5%   | - 0.1           | 11 / 165 | ▼ 1   |
| 1993   | 412,187  | 16.7%  | + 10.2          | 32 / 165 | ▲ 21  |
| 1997   | 204,824  | 7.9%   | - 8.8           | 11 / 165 | ▼ 21  |
| 2001   | 140,287  | 5.6%   | - 2.3           | 10 / 165 | ▼ 1   |
| 2005   | 171,063  | 6.5%   | + 0.9           | 11 / 169 | ▲ 1   |
| 2009   | 165,006  | 6.2%   | - 0.3           | 11 / 169 | ▬ 0   |
| 2013   | 155,357  | 5.5%   | - 0.7           | 10 / 169 | ▼ 1   |
| 2017   | 301,348  | 10.3%  | + 4.9           | 19 / 169 | ▲ 9   |
| 2021   | 402,481  | 13.6%  | +3.3            | 28 / 169 | ▲ 9   |

## Зовнішні посилання
- Офіційний сайт  (норв.)
- СП – Офіційний англійська-мова інформації на сторінці центру партійної ідеології
- Результати виборів для партії центру у 2007 році місцеві вибори (норв.)